# Pareidolia
Pareidolia er et psykologisk fænomen, hvor svage eller tilfældige indtryk opfattes som væsentlige, og er en variant af apophenia. Typiske eksempler er smileys hvor prikker og streger opfattes som ansigter.

## Kartozoologi
Kartozoologi er studiet af et bykort med det formål at se, hvilke dyr man kan se i gadernes udformning.

## Eksterne links
- Wikimedia Commons har flere filer relateret til Pareidolia

| Psi | Spire Denne artikel om psykologi er en spire som bør udbygges. Du er velkommen til at hjælpe Wikipedia ved at udvide den. |